# .il
.il је највиши Интернет домен државних кодова (ccTLD) за Израел. Администрира га Израелско Интернет удружење.
.il највиши домен је један од најраније регистрованих државних домена. Када га је Израел регистровао 24. октобра 1985, то је била трећа регистрација од свих НИДдк, после .us и .uk, који су регистровани раније те године.
Постоји осам другостепених домена:
- ac.il — академске институције
- co.il — комерцијални ентитети
- org.il — некомерцијалне организације
- net.il — израелски Интернет сервисни провајдери
- k12.il — школе и забавишта
- gov.il — влада и систем владе
- muni.il — муниципална влада
- idf.il — израелске одбрамбене снаге